# Funkhaus Springerstraße

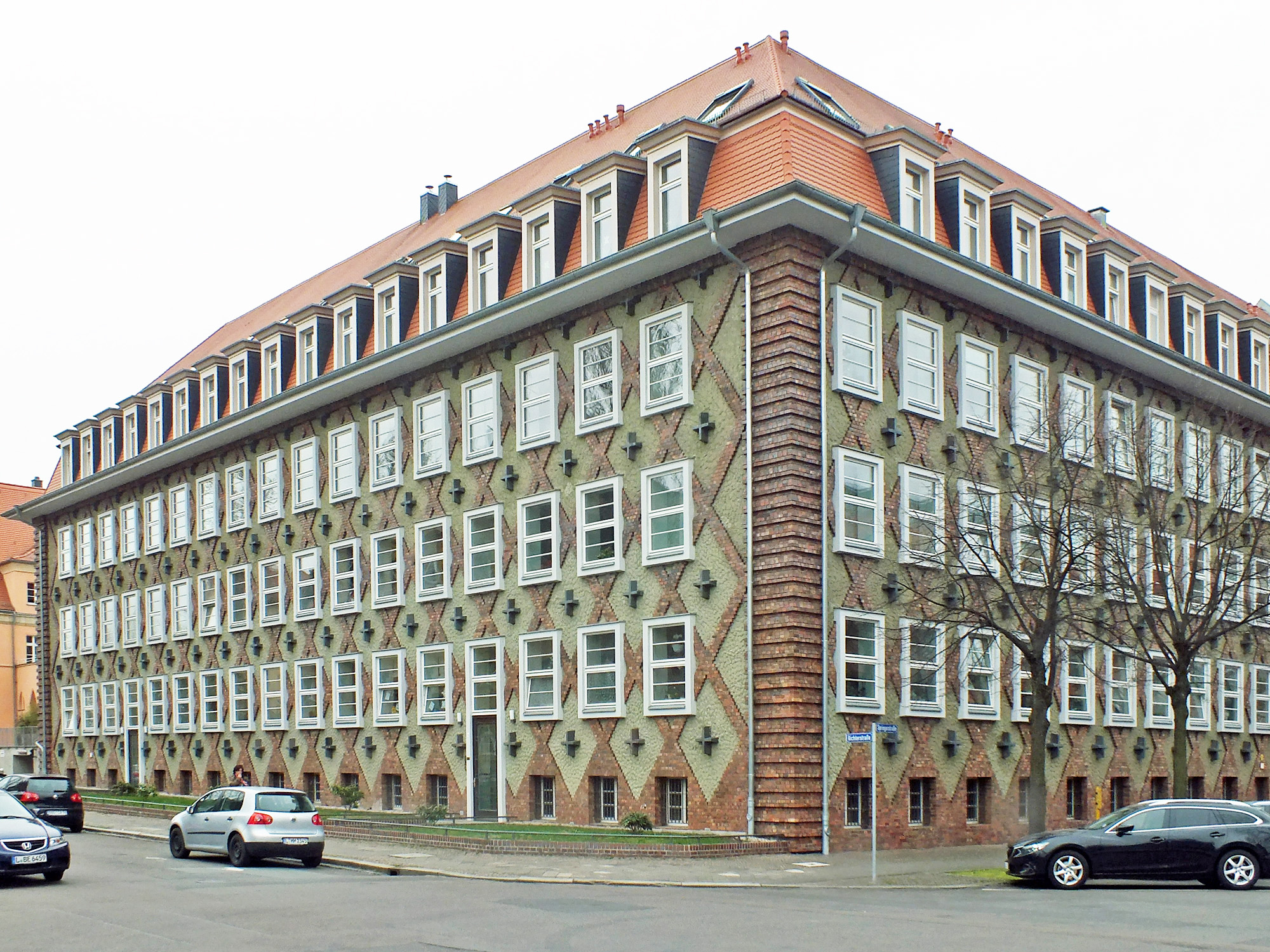
Das ehemalige Funkhaus Springerstraße, 2014

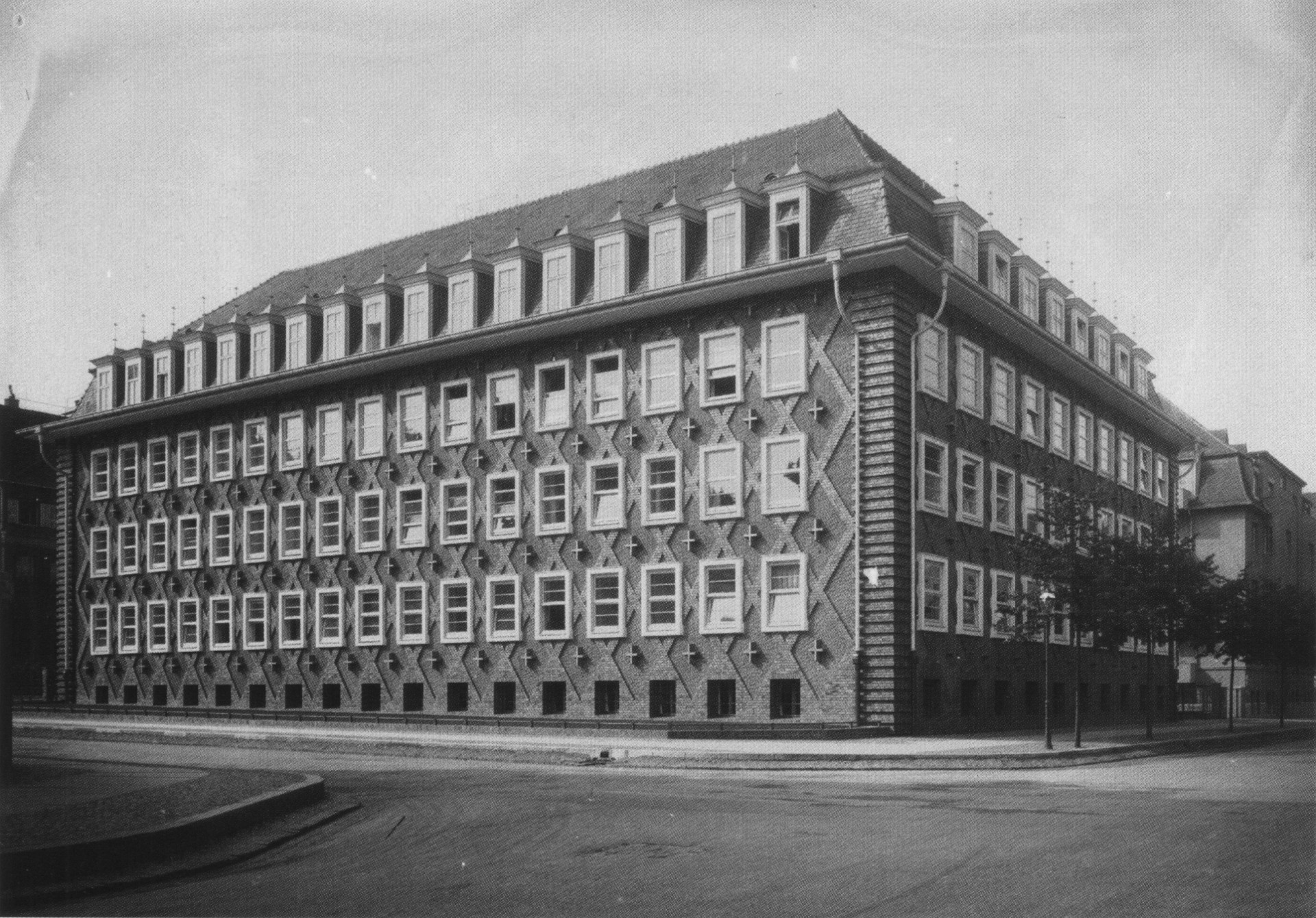
Das Haus der Barmenia-Versicherung, 1930

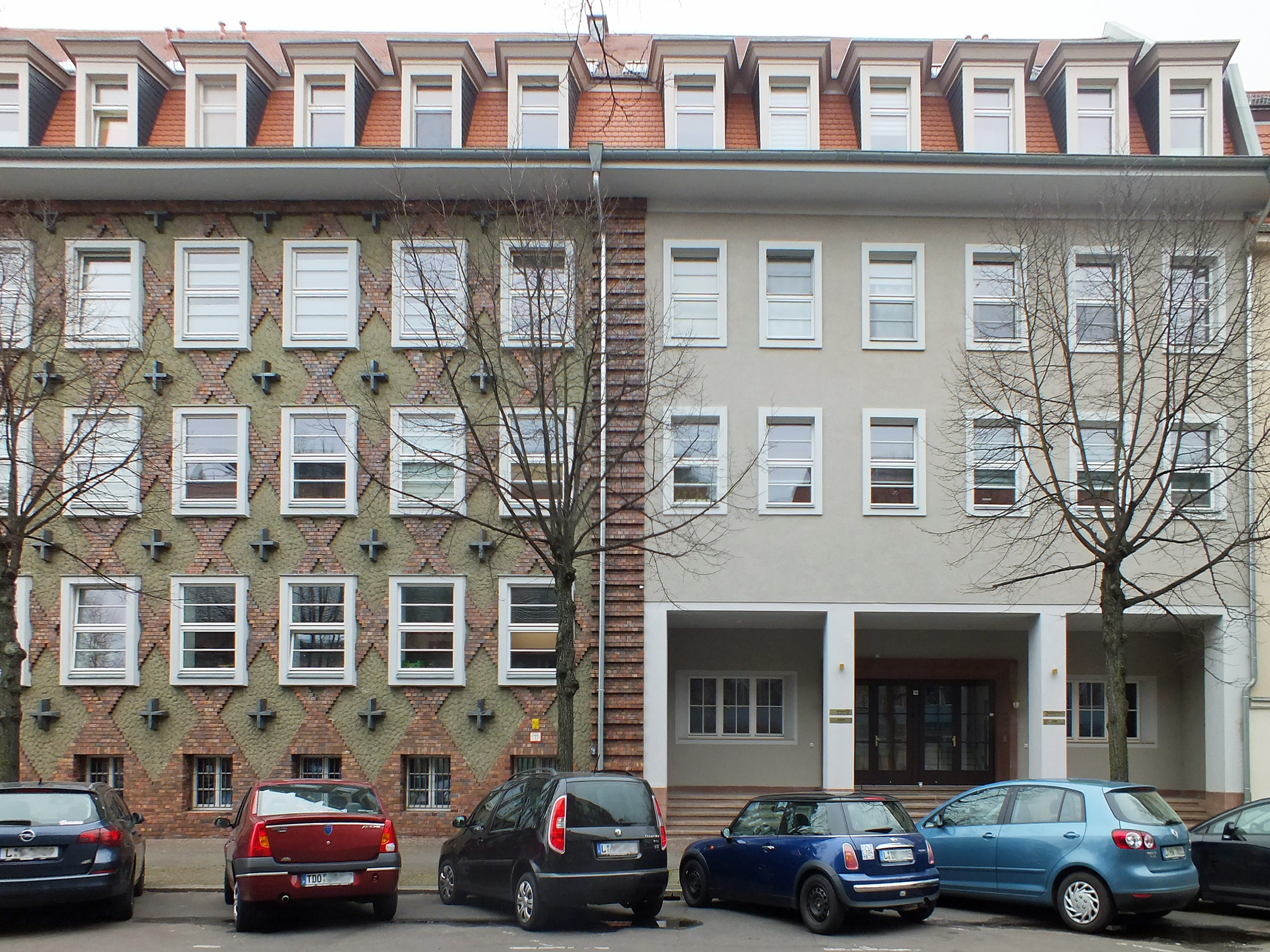
Der 1946 errichtete Haupteingang

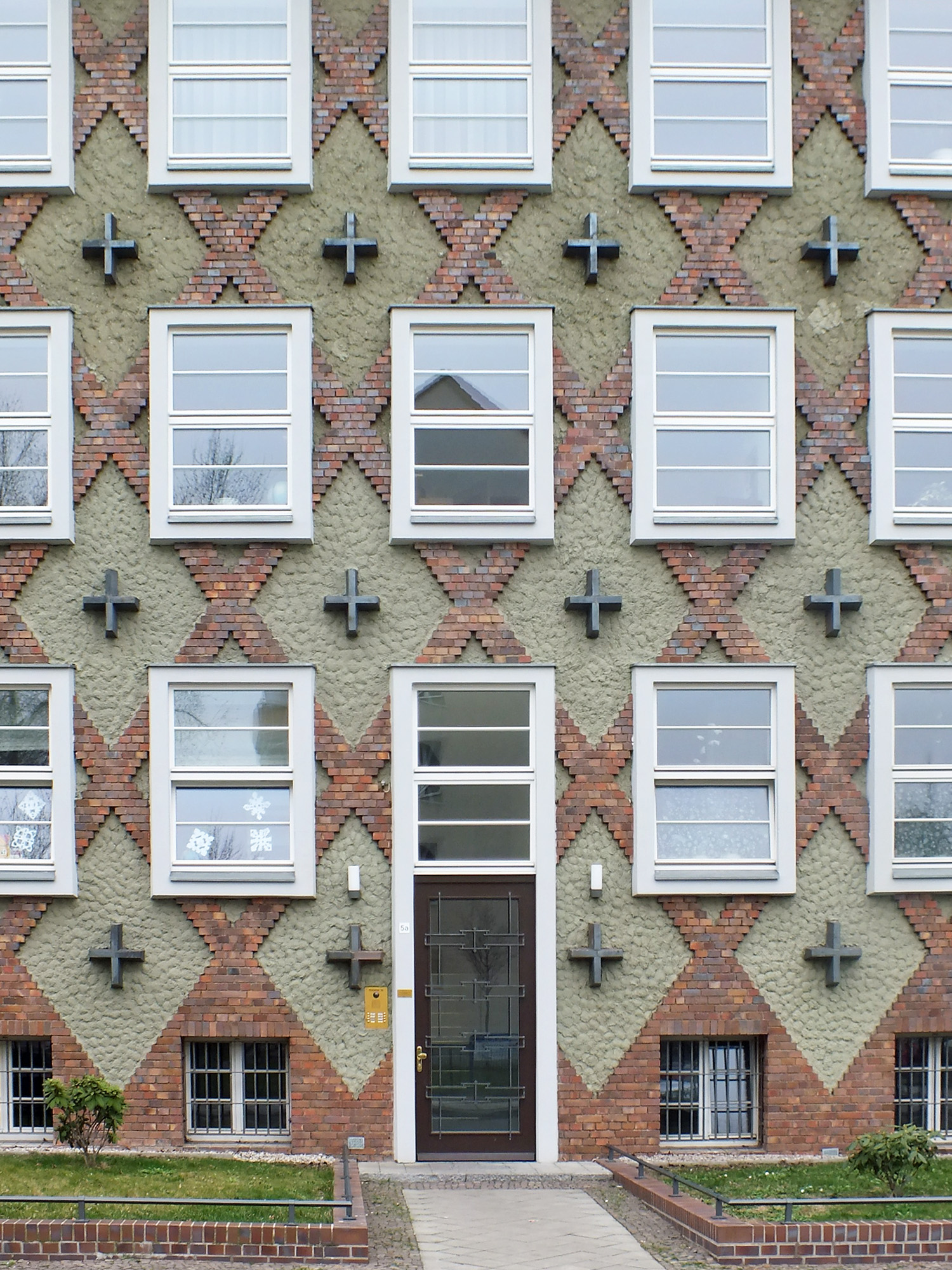
Teil der Fassade nach dem Umbau zum Wohnhaus

Das Funkhaus Springerstraße  ist ein Gebäude im Norden Leipzigs, das über 50 Jahre für den Hörfunk genutzt wurde. Danach wurde es in eine Wohnanlage umgewandelt.

## Lage und Baubeschreibung
Das Gebäude befindet sich an der Kreuzung Springerstraße/Richterstraße im Leipziger Ortsteil Zentrum-Nord. Der Haupteingang hat die Adresse Springerstraße 24. Der Grundriss des Hauses ist U-förmig, wobei der gestreckte untere Teil des U mit 17 Fensterachsen entlang der Richterstraße verläuft.
Das Gebäude ist dreistöckig. Über einer weit auskragenden Traufkante erhebt sich ein Mansarddach mit einer der Reihe von Flachdachgauben. Das Dachbodengeschoss weist große Dachfenster auf. Die Fenster in den ersten drei Stockwerken besitzen nur waagerechte Teilungen.
Das Charakteristikum des Hauses ist die Fassade mit dem aus Klinkern gemauerten Rautenmuster. In den Rauten befinden sich anthrazitfarbene steinerne Kreuze auf einem grünlich-grauen Rauputz. Diese Art der Gestaltung nennt der Dehio „spätexpressionistisch“, andere sprechen von Art déco. Das Bauwerk steht unter Denkmalschutz.

## Geschichte
Das Haus wurde 1929/1930 nach Plänen des Leipziger Architekten Emil Franz Hänsel (1870–1943) als Bürohaus für die Versicherungsgesellschaft Barmenia erbaut. Nach dem Zweiten Weltkrieg wurde die Barmenia-Versicherungsgesellschaft durch die Sowjetische Militäradministration (SMAD) enteignet und das unzerstörte Gebäude in der Springerstraße als Sitz einer Rundfunkstation vorgesehen, da die bis 1943 in Barthels Hof genutzten Anlagen zerstört waren.
1946 startete der Betrieb des Mitteldeutschen Rundfunks in der Springerstraße. Gleichzeitig wurde mit dem Bau eines modernen, mit 4.000 Kubikmetern Raumvolumen dimensionierten Sendesaals im Hof des Gebäudekomplexes begonnen, der bereits im September 1947 eingeweiht werden konnte. Es war der erste Gesellschaftsbau nach dem Krieg in der Sowjetischen Besatzungszone und zugleich der erste Rundfunk-Neubau im Nachkriegsdeutschland. Architekt war Gero Schilde, der Schwiegersohn von Emil Franz Hänsel. Auch innerhalb des Gebäudes waren Umbauten beim Übergang vom Bürohaus zum Sendehaus notwendig. Der ursprünglich frei stehende Schenkel des Bürohauses in der Springerstraße wurde mit dem benachbarten Wohnhaus (Nr. 22) verbunden, nunmehr ohne Rautenmuster, und zum Haupteingang des Senders ausgebaut.
In dieser zweiten Ära eines eigenständigen Mitteldeutschen Rundfunks konnte die traditionsreiche Leipziger Hörspielproduktion mit Ursendungen wie Der brave Soldat Schwejk von Jaroslav Hašek, Regie: Carl Nagel, mit Karl Hellmer, Wolf Kaiser, Maximilian Larsen, 7. Juni 1950, oder Herhören, hier spricht Jesus Hackenberger von Walter Karl Schweikert, Komposition: Curt Beilschmidt, Regie: Werner Wieland, mit Willy A. Kleinau, Robert Aßmann, 13. Juli 1951, deutschlandweit beachtete Spielplan-Akzente setzen. Zu den prägenden Mitarbeitern in der Literaturabteilung gehörten Heinz Rusch, Hildegard Maria Rauchfuß und Georg Maurer, in der Hörspielabteilung Gerhard W. Menzel und Gerhard Rentzsch. Langjährige Autorin des Kinderprogramms war die Schriftstellerin Ruth Kraft.
Durch die Gründung des Staatlichen Komitees für Rundfunk am 15. September 1952 wurde der Rundfunk der DDR in Berlin konzentriert, und das Funkhaus in der Springerstraße verlor an Bedeutung. Das Rundfunk-Sinfonieorchester, der Rundfunkchor, das große Rundfunkorchester, das Rundfunk-Blasorchester, das Rundfunk-Tanzorchester, der Rundfunk-Kinderchor und die Hörspielproduktion blieben die Leipziger Markenzeichen. Zu den prägenden Persönlichkeiten des Klangkörper-Bereichs gehören Hermann Abendroth, Erich Donnerhack, Walter Eichenberg, Fips Fleischer, Gert Frischmuth, Gerhard Pflüger, Robert Hanell, Wolf-Dieter Hauschild, Kurt Henkels, Herbert Kegel, Gerhard Kneifel, Werner Krumbein, Rolf Kühn, Max Pommer, Hans Sandig, Jörg-Peter Weigle und Eberhard Weise – in der Hörspiel-, Feature und Lesungsproduktion waren Günter Bormann, Martin Flörchinger, Walter Niklaus, Werner Wieland, Hans Robert Wille und Klaus Zippel als Regisseure wie als auch Sprecher künstlerisch produktiv. Viele bekannte Interpreten, Moderatoren und Redakteure machten im Leipziger Unterhaltungsbereich ihre ersten Erfahrungen mit dem Medium Hörfunk, so zum Beispiel Irma Baltuttis, Helga Brauer, Fred Frohberg, Günter Hansel, Lutz Jahoda, Rolf Krickow, Horst Lehn, Heinz Quermann, Sonja Siewert und Manfred Uhlig. Eine der erfolgreichsten Produktionen des Hauses war die legendäre Sendung Alte Liebe rostet nicht (1965–1989).
Aus dem Funkhaus Springerstraße sendete zu DDR-Zeiten der Sender Leipzig sein Regionalprogramm von 4 bis 13 Uhr und zwischen 17 Uhr (später ab 16 Uhr) und 19 Uhr (von Montag bis Freitag) bzw. von 6 Uhr bis 13 Uhr (am Wochenende). Bekannte Moderatoren in den 80er Jahren waren Maria Dahms, Barbara Friederici, Jürgen Lafeld, Werner Lindner, Juergen Schulz und Walter Weitz. Außerdem gab es regelmäßig Sendeachsen für Radio DDR II (Leipziger Abend, 200 Sendungen von 1970 bis 1989), aus Leipzig kam für das zentrale Radio DDR I - Programm u. a. die Pädagogische Sprechstunde (Samstags), die Vormittags-Unterhaltungssendung Angekreuzt und Unterstrichen mit Herbert Küttner und aus der Springerstraße wurde von März 1971 bis Herbst 1989 zweimal im Jahr die beliebte Messewelle Leipzig als Tagesprogramm ausgestrahlt (jeweils ab Sonnabend vor den Frühjahrs- bzw. Herbstmessen und dann bis Messeende).
Seit den Oktobertagen des Jahres 1989 – in deren Verlauf der Sender Leipzig u. a. am 9. Oktober den Aufruf der Leipziger Sechs zur Gewaltlosigkeit ausstrahlte – und vor allem mit dem Sendebeginn von Sachsen Radio im Juli 1990 erfuhr das Haus eine breite Aktivierung, die die Basis für die Neugründung des Mitteldeutschen Rundfunks bildete, dessen zentrale Hörfunkprogramme mit dem 1. Januar 1992 von hier aus auf Sendung gingen: MDR Kultur, MDR info und MDR Life. Zuvor hatte im Sommer 1991 in diesem Gebäude auch der MDR-Gründungsintendant, Udo Reiter, seine ersten Leipziger Büroräume bezogen.
Der Rundfunkstaatsvertrag der Dreiländeranstalt (Freistaat Sachsen, Freistaat Thüringen und Sachsen-Anhalt) verpflichtete den MDR, 25 % seiner zentralen Programmkapazitäten ins Bundesland Sachsen-Anhalt zu verlegen. Thüringen erhielt die Werbe-Tochter GmbH des MDR als Standort-Äquivalent.
Obwohl Leipzig als zweiter Hörfunk-Standort nach Berlin in der deutschen Radio-Geschichte eine große Tradition zu verteidigen hatte, bestimmte die damalige Leitung des MDR, die zentralen Hörfunkprogramme für diese Ausgleichs-Leistung zu verlagern, und so musste der Hörfunk des MDR 1999 nach Halle (Saale) in ein vom MDR geleastes Gebäude umziehen. MDR-Sinfonieorchester und Rundfunk-Chöre erhielten ein neues Domizil am Leipziger Augustusplatz neben dem Neuen Gewandhaus.
Nach einigen Jahren des Leerstands entschloss sich ein Investor ab 2008 zum Umbau des Gebäudes Springerstraße in ein Wohnhaus mit rund vierzig Eigentums- und Mietwohnungen. Der Sendesaal wurde abgerissen und an dessen Stelle eine Tiefgarage mit einem Kinderspielplatz auf deren Dach errichtet. Für zwei neue Treppenhäuser musste die Fassade in der Richterstraße durch zwei Zugangstüren unterbrochen werden.